# Edward Cecil Tattersall
Creassy Edward Cecil Tattersall (Londra, 7 settembre 1877 – Londra, 26 ottobre 1957) è stato un compositore di scacchi britannico.
È noto principalmente per il libro A Thousand Chess Endgames (in due volumi, 1910 e 1911), il primo libro in inglese interamente dedicato ai finali di scacchi.
Era un forte giocatore ma abbandonò gli scacchi per diventare un esperto di tappeti.
Lavorò nel Textiles Department del Victoria and Albert Museum di Londra e scrisse molti libri sull'argomento, tra cui:
- Hand-woven carpets, Oriental and European (con A. F. Kendrick), Benn Brothers, London, 1922
- Fine carpets in the Victoria & Albert Museum (con A. F. Kendrick), Benn Brothers, London, 1924
- The Carpets of Persia: A Book for Those who Use and Admire Them, Luzac & Co, London, 1931
- Notes on carpet-knotting and weaving, H.M.S.O., London, 1949
- A history of British carpets: from the introduction of the craft until the present day, New revised ed. by Stanley Reed, F. Lewis, Leigh-on-Sea, 1966

Un suo studio di importanza teorica:
|   | a | b | c | d | e | f | g | h |   |
| 8 | b7 re del bianco · a6 pedone del nero · b6 torre del bianco · a5 pedone del bianco · c5 re del nero · f1 alfiere del nero | b7 re del bianco · a6 pedone del nero · b6 torre del bianco · a5 pedone del bianco · c5 re del nero · f1 alfiere del nero | b7 re del bianco · a6 pedone del nero · b6 torre del bianco · a5 pedone del bianco · c5 re del nero · f1 alfiere del nero | b7 re del bianco · a6 pedone del nero · b6 torre del bianco · a5 pedone del bianco · c5 re del nero · f1 alfiere del nero | b7 re del bianco · a6 pedone del nero · b6 torre del bianco · a5 pedone del bianco · c5 re del nero · f1 alfiere del nero | b7 re del bianco · a6 pedone del nero · b6 torre del bianco · a5 pedone del bianco · c5 re del nero · f1 alfiere del nero | b7 re del bianco · a6 pedone del nero · b6 torre del bianco · a5 pedone del bianco · c5 re del nero · f1 alfiere del nero | b7 re del bianco · a6 pedone del nero · b6 torre del bianco · a5 pedone del bianco · c5 re del nero · f1 alfiere del nero | 8 |
| 7 | b7 re del bianco · a6 pedone del nero · b6 torre del bianco · a5 pedone del bianco · c5 re del nero · f1 alfiere del nero | b7 re del bianco · a6 pedone del nero · b6 torre del bianco · a5 pedone del bianco · c5 re del nero · f1 alfiere del nero | b7 re del bianco · a6 pedone del nero · b6 torre del bianco · a5 pedone del bianco · c5 re del nero · f1 alfiere del nero | b7 re del bianco · a6 pedone del nero · b6 torre del bianco · a5 pedone del bianco · c5 re del nero · f1 alfiere del nero | b7 re del bianco · a6 pedone del nero · b6 torre del bianco · a5 pedone del bianco · c5 re del nero · f1 alfiere del nero | b7 re del bianco · a6 pedone del nero · b6 torre del bianco · a5 pedone del bianco · c5 re del nero · f1 alfiere del nero | b7 re del bianco · a6 pedone del nero · b6 torre del bianco · a5 pedone del bianco · c5 re del nero · f1 alfiere del nero | b7 re del bianco · a6 pedone del nero · b6 torre del bianco · a5 pedone del bianco · c5 re del nero · f1 alfiere del nero | 7 |
| 6 | b7 re del bianco · a6 pedone del nero · b6 torre del bianco · a5 pedone del bianco · c5 re del nero · f1 alfiere del nero | b7 re del bianco · a6 pedone del nero · b6 torre del bianco · a5 pedone del bianco · c5 re del nero · f1 alfiere del nero | b7 re del bianco · a6 pedone del nero · b6 torre del bianco · a5 pedone del bianco · c5 re del nero · f1 alfiere del nero | b7 re del bianco · a6 pedone del nero · b6 torre del bianco · a5 pedone del bianco · c5 re del nero · f1 alfiere del nero | b7 re del bianco · a6 pedone del nero · b6 torre del bianco · a5 pedone del bianco · c5 re del nero · f1 alfiere del nero | b7 re del bianco · a6 pedone del nero · b6 torre del bianco · a5 pedone del bianco · c5 re del nero · f1 alfiere del nero | b7 re del bianco · a6 pedone del nero · b6 torre del bianco · a5 pedone del bianco · c5 re del nero · f1 alfiere del nero | b7 re del bianco · a6 pedone del nero · b6 torre del bianco · a5 pedone del bianco · c5 re del nero · f1 alfiere del nero | 6 |
| 5 | b7 re del bianco · a6 pedone del nero · b6 torre del bianco · a5 pedone del bianco · c5 re del nero · f1 alfiere del nero | b7 re del bianco · a6 pedone del nero · b6 torre del bianco · a5 pedone del bianco · c5 re del nero · f1 alfiere del nero | b7 re del bianco · a6 pedone del nero · b6 torre del bianco · a5 pedone del bianco · c5 re del nero · f1 alfiere del nero | b7 re del bianco · a6 pedone del nero · b6 torre del bianco · a5 pedone del bianco · c5 re del nero · f1 alfiere del nero | b7 re del bianco · a6 pedone del nero · b6 torre del bianco · a5 pedone del bianco · c5 re del nero · f1 alfiere del nero | b7 re del bianco · a6 pedone del nero · b6 torre del bianco · a5 pedone del bianco · c5 re del nero · f1 alfiere del nero | b7 re del bianco · a6 pedone del nero · b6 torre del bianco · a5 pedone del bianco · c5 re del nero · f1 alfiere del nero | b7 re del bianco · a6 pedone del nero · b6 torre del bianco · a5 pedone del bianco · c5 re del nero · f1 alfiere del nero | 5 |
| 4 | b7 re del bianco · a6 pedone del nero · b6 torre del bianco · a5 pedone del bianco · c5 re del nero · f1 alfiere del nero | b7 re del bianco · a6 pedone del nero · b6 torre del bianco · a5 pedone del bianco · c5 re del nero · f1 alfiere del nero | b7 re del bianco · a6 pedone del nero · b6 torre del bianco · a5 pedone del bianco · c5 re del nero · f1 alfiere del nero | b7 re del bianco · a6 pedone del nero · b6 torre del bianco · a5 pedone del bianco · c5 re del nero · f1 alfiere del nero | b7 re del bianco · a6 pedone del nero · b6 torre del bianco · a5 pedone del bianco · c5 re del nero · f1 alfiere del nero | b7 re del bianco · a6 pedone del nero · b6 torre del bianco · a5 pedone del bianco · c5 re del nero · f1 alfiere del nero | b7 re del bianco · a6 pedone del nero · b6 torre del bianco · a5 pedone del bianco · c5 re del nero · f1 alfiere del nero | b7 re del bianco · a6 pedone del nero · b6 torre del bianco · a5 pedone del bianco · c5 re del nero · f1 alfiere del nero | 4 |
| 3 | b7 re del bianco · a6 pedone del nero · b6 torre del bianco · a5 pedone del bianco · c5 re del nero · f1 alfiere del nero | b7 re del bianco · a6 pedone del nero · b6 torre del bianco · a5 pedone del bianco · c5 re del nero · f1 alfiere del nero | b7 re del bianco · a6 pedone del nero · b6 torre del bianco · a5 pedone del bianco · c5 re del nero · f1 alfiere del nero | b7 re del bianco · a6 pedone del nero · b6 torre del bianco · a5 pedone del bianco · c5 re del nero · f1 alfiere del nero | b7 re del bianco · a6 pedone del nero · b6 torre del bianco · a5 pedone del bianco · c5 re del nero · f1 alfiere del nero | b7 re del bianco · a6 pedone del nero · b6 torre del bianco · a5 pedone del bianco · c5 re del nero · f1 alfiere del nero | b7 re del bianco · a6 pedone del nero · b6 torre del bianco · a5 pedone del bianco · c5 re del nero · f1 alfiere del nero | b7 re del bianco · a6 pedone del nero · b6 torre del bianco · a5 pedone del bianco · c5 re del nero · f1 alfiere del nero | 3 |
| 2 | b7 re del bianco · a6 pedone del nero · b6 torre del bianco · a5 pedone del bianco · c5 re del nero · f1 alfiere del nero | b7 re del bianco · a6 pedone del nero · b6 torre del bianco · a5 pedone del bianco · c5 re del nero · f1 alfiere del nero | b7 re del bianco · a6 pedone del nero · b6 torre del bianco · a5 pedone del bianco · c5 re del nero · f1 alfiere del nero | b7 re del bianco · a6 pedone del nero · b6 torre del bianco · a5 pedone del bianco · c5 re del nero · f1 alfiere del nero | b7 re del bianco · a6 pedone del nero · b6 torre del bianco · a5 pedone del bianco · c5 re del nero · f1 alfiere del nero | b7 re del bianco · a6 pedone del nero · b6 torre del bianco · a5 pedone del bianco · c5 re del nero · f1 alfiere del nero | b7 re del bianco · a6 pedone del nero · b6 torre del bianco · a5 pedone del bianco · c5 re del nero · f1 alfiere del nero | b7 re del bianco · a6 pedone del nero · b6 torre del bianco · a5 pedone del bianco · c5 re del nero · f1 alfiere del nero | 2 |
| 1 | b7 re del bianco · a6 pedone del nero · b6 torre del bianco · a5 pedone del bianco · c5 re del nero · f1 alfiere del nero | b7 re del bianco · a6 pedone del nero · b6 torre del bianco · a5 pedone del bianco · c5 re del nero · f1 alfiere del nero | b7 re del bianco · a6 pedone del nero · b6 torre del bianco · a5 pedone del bianco · c5 re del nero · f1 alfiere del nero | b7 re del bianco · a6 pedone del nero · b6 torre del bianco · a5 pedone del bianco · c5 re del nero · f1 alfiere del nero | b7 re del bianco · a6 pedone del nero · b6 torre del bianco · a5 pedone del bianco · c5 re del nero · f1 alfiere del nero | b7 re del bianco · a6 pedone del nero · b6 torre del bianco · a5 pedone del bianco · c5 re del nero · f1 alfiere del nero | b7 re del bianco · a6 pedone del nero · b6 torre del bianco · a5 pedone del bianco · c5 re del nero · f1 alfiere del nero | b7 re del bianco · a6 pedone del nero · b6 torre del bianco · a5 pedone del bianco · c5 re del nero · f1 alfiere del nero | 1 |
|   | a | b | c | d | e | f | g | h |   |

Soluzione:
1. Tc6+ Rd5  2. Rb6 Ae2 

3. Tc2 Af1  4. Td2+ Re6 

5. Rc6 Ab5+  6. Rc5 Af1 

7. Td6+ Re7  8. Rc6 Ab5+ 

9. Rc7 Ac4  10. Td4 Ab5 

11. Te4+ Rf7  12. Rb7 Ad3 

13. Td4 Ab5  14. Td6 Re7 

15. Txa6 Axa6+  16. Rxa6 Rd7 

17. Rb7  e vince